# 이토 신노스케
이토 신노스케(일본어: 伊東 進之輔, 2003년 4월 18일~)는 일본의 축구 선수이다.

## 구단 경력
그는 2022년 J3리그의 기라반츠 기타큐슈에 입단했다. 2023년 8월 일본 지역 리그의 후쿠야마 시티 FC로 임대 이적했다. 2024년 기라반츠 기타큐슈로 복귀했다. 2025년 일본 풋볼 리그의 베어틴 미에로 이적했다.